# Irvine Francis
Irvine Francis, född 9 oktober 1902, död 5 december 1949, var en friidrottare från Kanada. Han deltog vid olympiska sommarspelen 1924.